# Yuliya Asayonak
Yuliya Asayonak –en bielorruso, Юлія Асаёнак– (nacida como Yuliya Rypinskaya, 13 de julio de 1994) es una deportista bielorrusa que compite en halterofilia. Ganó una medalla de bronce en el Campeonato Europeo de Halterofilia de 2019, en la categoría de 45 kg.

## Palmarés internacional
| Campeonato Europeo | Campeonato Europeo | Campeonato Europeo | Campeonato Europeo |
| Año                | Lugar              | Medalla            | Categoría          |
| ------------------ | ------------------ | ------------------ | ------------------ |
| 2019               | Batumi (Georgia)   | Medalla de bronce  | 45 kg              |